# Alexandru A. Cantacuzino
Alexandru A. Cantacuzino a fost un politician român din secolul al XIX-lea, ministrul Cultelor și Instrucției Publice în guvernul Alexandru C. Moruzi format la Iași, între 5 octombrie 1861 și 22 ianuarie 1862, după Mica Unire, dar înainte de unirea administrativă a Principatelor Române.